# Hier und Jetzt (Album)
Hier und Jetzt ist das zweite und letzte Album der deutschen Musikgruppe Silber und erschien 2006 über ein eigens dafür gegründetes Label. Auf dem Album entwickelt sich die aus Weissglut hervorgegangene Gruppe von der ursprünglichen Neuen Deutschen Härte zum Alternative Rock weiter.

## Titelliste
1. Niemand anders
2. Unendlich
3. Dies ist unser Tag
4. Wo bist du
5. Keine Zeit für Wunder
6. Willkommen in meiner Welt
7. 16:57 (Interlude)
8. Lass es gehen
9. Maskenignoranz
10. Weisst du wer ich bin
11. Wie ein Stein
12. Nichts ist klar

## Hintergrund
Das drei Jahre zuvor erschienenen Debüt-Album Silber hatte durchgehend sehr positive Kritiken erhalten, von denen manche Kritiker waren dabei auch davon ausgegangen, dass der Gruppe eine goldene Zukunft bevorstehe. Das Label Sanctuary geriet jedoch in finanzielle Schwierigkeiten und das damals neu gegründete Sublabel Neue Zeiten, auf dem Silber veröffentlicht wurden, musste daraufhin wieder aufgelöst werden. Die Gruppe, die zuvor bereits mit dem Support bei Neue Zeiten unzufrieden gewesen war, beschloss daraufhin, sich auf eigene Faust an die Arbeit für ein neues Album zu machen.
Im eigenen Proberaum wurde mit Hilfe eines kleinen Pro-Tools-System eine Vorproduktion gemacht, wo bereits am Arrangement der neuen Lieder gearbeitet werden konnte, die eigentlich Produktion fand dann in einem richtigen Studio, das einem Freund der Gruppe gehörte, statt. Laut Aussage der Gruppe liefen die Vorarbeiten und Aufnahmen, weil man mit einer Reihe von Freunden arbeitete, ohne Druck und insgesamt sehr entspannt ab.
Nachdem das Album fertig aufgenommen war, wurde unter dem Namen Connected Ways dann ein eigenes Label gegründet, auf dem die neue Scheibe erschien. Das Label setzte sich aus einem Pool von Freunden zusammen, die professionell in verschiedenen für den Musikbereich relevanten Bereichen wie Grafik, Fotografie oder Management tätig waren.
Ursprünglich wollte man auf diesem Weg auch die Pressearbeit selbst vornehmen, entschied sich dann schließlich aber doch dafür, professionelle Dienste in Anspruch zu nehmen. Die Wahl war dabei auf Jan von Gordeon gefallen, den man bereits zuvor kannte.
Der Vertrieb des Albums wurde schließlich vom Label ZYX Music übernommen, das Silber auch beim Marketing unterstützten.

## Musik
Während das Debüt-Album musikalisch noch sehr nahe am Klang von Weissglut war, sind die frühen Gothic- und Metal-Elemente nun weitestgehend verschwunden. Mit dem Album hat die Gruppe somit die Neue Deutsche Härte abgelegt und sich dem Alternative bzw. Indie-Rock zugewandt.
Der Kern der Gruppe (Tom v. K., Guide Winter, Sid Venus und Thomas Auf dem Berge), der schon auf dem zweiten Weissglut-Album vorhanden war, ist erhalten geblieben, der kurzzeitig eingesetzte zweite Gitarrist Oli Emmerich hatte die Gruppe wieder verlassen und wurde durch keinen neuen Musiker ersetzt.
Auf Keyboards sowie elektronische Effekte ist nun gänzlich verzichtet worden. Die Musik fällt somit rocklastiger und mehr „straight“ aus, insgesamt ist die Musik im Vergleich zum Vorgänger einfacher gehalten. d. h. nicht mehr so ausufernd arrangiert, was das neue Material auf der einen Seite griffiger erscheinen lässt, auf der anderen Seite aber die Melodien spartanischer ausfallen lässt.
Im Vergleich zum Vorgänger-Album Silber sind die einzelnen Lieder nun vielfältiger geworden.
Wo bist du fällt im Vergleich zum Rest des Albums deutlich melancholischer aus und lässt noch eine gewisse Nähe zum zweiten Weissglut-Album erkennen.
Mit Maskenignoranz findet sich auch eine Ballade bzw. ein balladeskes Lied auf dem Album vertreten.
Das 16:57 (Interlude) betitelte Stück in der Mitte des Albums stellt das einige Instrumentalstück auf dar. Das Stück entstand laut Aussage von Guido Winter, als er nach einer anstrengenden Nacht alleine in den Proberaum ging und dort an einer Idee arbeitete. Als er eine Rohfassung davon aufgenommen hatte, zeigte die Uhr gerade 16:57, was als Titel verwendet wurde, da es, wie Winter meinte, „die Stimmung dieses Moments einfach perfekt wiedergegeben“ habe. Seiner Aussage nach sollte das Stück „einen kleinen Ruhepol in der Mitte der Scheibe“ schaffen, zudem würde damit der darauf folgende Titel Lass es gehen eine „ganze andere Stimmung als die, die er ohne das Stück hätte“, erhalten.
Unendlich besitzt hingegen Anklänge an den Nu Metal.
Die Texte der Lieder, die erneut aus der Feder von Tom v. K. stammen, sind insgesamt nun weniger kryptisch ausgefallen als noch auf dem Vorgänger oder dem zweiten Weissglut-Album, was auch Guido Winter zugab, der über das Textschaffen seines Kollegen Tom v. K. meinte: „Auf diesem Album finde ich es um einiges einfacher. Ich denke, wenn man einfach gut zuhört und vielleicht auch mal den Text mitliest, ist es ziemlich deutlich, auf was Tom jeweils hinaus will. Natürlich formuliert er das so weit wie möglich offen, um noch Raum für Interpretationen zu lassen, aber generell sind die Texte doch um einiges direkter als noch auf dem Vorgänger.“

## Artwork
Das Cover der Veröffentlichung ist in einem Sepiaton gehalten und zeigt die vier Mitglieder von Silber aus der Froschperspektive heraus vor einer Stromleitung stehen. Auf der oberen Bildhälfte ist ein bewölkter Himmel zu erkennen, in der unteren sieht man die Wipfel von Bäumen sowie das Licht einer tiefstehenden Sonne. In der linken Hälfte des Covers ist der Teil eines ostasiatischen Schriftzeichens zu erkennen, ebenso ist der Schriftzug mit dem Namen der Gruppe in der oberen rechten Ecke davon beeinflusst. Beide Elemente wurden von der für das Layout verantwortliches Person eingefügt, die längere Zeit in Asien gelebt und dort als Grafiker gearbeitet hatte.

## Rezeption
Frank Albrecht vergab im Rock Hard 8 von 10 Punkten und urteilte, dass die Weissglut-Wurzeln „immer noch in der Gitarrenarbeit und natürlich im Gesang“ deutlich zu erkennen sind, auch wenn der Klang der Musik insgesamt „etwas 'softer' geworden“, die Grundstimmung positiver geworden ist. Der passendste Vergleich würde immer noch Life of Agony darstellen. Allerdings sei es weniger schön, dass bei der Produktion bei einigen Liedern der Gruppe „zu sehr die Zähne gezogen“ wurden, es wirke an manchen Stellen, „als würde man zu sehr in Richtung des lukrativen Markts der Madsens und Revolverhelden schauen.“ Dennoch handle es sich weitestgehend nach wie vor im harten Rock, Lieder wie Lass es gehen, Niemand anders oder Nichts ist klar nennt Albrecht Hits, die, auch wegen ihrer „herrlich bedeutungsschwangeren Texten“ den Kaufpreis wert sind.
Auf metal.de bekam das Album 7 von 10 Punkten, der Rezensent Jens urteilte, dass das zweite Silber-Album insgesamt „selbstbewusst und neu“ klinge, im Vergleich zum Vorgänger habe man sich nun musikalisch von Weissglut emanzipiert. Auch textlich seien die Texte nun weniger kryptisch ausgefallen. Insgesamt sei es ein Album, das „mit dem fast durchweg positiven Vibe einfach Spass macht“.
Peter Kubaschk gab auf der Seite powermetal.de dem Album 8 von 10 Punkten und meinte, dass man wie auch auf dem Vorgänger „immer noch Alternative Rock mit emotionaler Schlagseite zu hören“ gibt, dieser lebe vor allem „von der einmaligen Stimme“ des Sängers. Kubaschk meinte jedoch, dass im Gegensatz zum sehr homogenen Vorgänger, das „ohne nennenswerte Ausfälle oder echte Hits“ war, nun eine qualitative Streuung bei den Liedern erkennbar sei: Dies ist unser Tag, Wilkommen in meiner Welt und Maskenignoranz seien „drei lupenreine Hits , die dank großartiger Refrains und intelligenten Texten durchaus das Potenzial zum Chartbreaker haben.“ Der Rest des Albums sei allerdings viel näher an diesen drei Titeln als an den weniger guten. Die Musik sei grundsätzlich aber „absolut erste Sahne“. Verglichen wurde die Gruppe mit Life of Agony (zu Zeiten von Soul Searching Sun), Stabbing Westward, aber auch Nickelback.
Mike Tüllmann urteilte auf terrorverlag.com, dass das Album anfangs etwas ungewohnt wirke, wenn man es mit dem Debüt vergleichen, es „zündet aber nach mehrmaliger Einfuhr genauso gnadenlos wie das Vorgängeralbum.“ Die Lieder seien nun einfacher gehalten und „nicht mehr so ausufernd arrangiert“, wodurch die „die grandiosen Melodien ein wenig spartanischer“ ausfallen. Der Gesang von Tom v. K. Wurde als „herausragend“ und Gänsehaut erzeugend gelobt. Gelobt wurde ebenso Guido Winters Arbeit an der Gitarre, „die mit zahlreichen schrägen Sounds und Soli aufgepeppt ist“ und ihren ganz eigenen Stil besitze, es würde eine Freude darstellen, all die Feinheiten herauszuhören, weshalb man sich für das Album viel Zeit nehmen sollte. Keine Zeit für Wunder besitze einen „absoluten Hit-Refrain“, Tüllmann war hierbei der Meinung, wenn ein solches Lied als Single von Oomph! ausgekoppelt würde, „wären wieder mal vorderste Chartplatzierungen angesagt“ gewesen. Insgesamt sei das Album im Vergleich zum Vorgänger „basischer“ und „erdiger“ ausgefallen, „was einen Vergleich zwischen beiden Alben schwer macht“, beide würden aber dennoch auf einer Stufe stehen.
Im Twilight Magazin bekam das Album 9 von 15 Punkten. Die Texten würden, obwohl sie auf Deutsch waren und sich nur wenige Gruppen an ihre Muttersprachen, allerdings nicht albern wirken. Alle zwölf Lieder würden sich gut angühlen, es seien „rundum gute Ideen verbraten und gut arrangiert“, manchmal würde die Musik an die härteren Stücke von Sub7even erinnern. Als Schwachpunkt der Platte wurde allerdings gesehen, dass die Titel insgesamt zu eintönig ausfallen: „Rutschen die erste Stücke wirklich gut, sinkt die Kurve zum Ende der CD deutlich.“ Dies sei allerdings nicht auf Einfallslosigkeit zurückzuführen, vielleicht, so das Magazin, sei die Gruppe auf ihrem Album „einfach zu mutlos und zu beliebig“ gewesen. Abgesehen davon sei die Scheibe allerdings ein „ganz ordentliches Teil“.
Michael Edele vergab auf laut.de dem Album 4 von 5 Punkten. Schon nach den ersten Minuten falle auf, „dass sich der Grundtenor von eher melancholisch zu fast einem schon positiven Vibe hin entwickelt hat.“ Man merke schon beim ersten Titel, „dass der Entstehungsprozess der Scheibe sehr entspannt gewesen sein muss.“ Vom früheren Gothic- und Metal-Klang des Debüt-Albums sowie der Vorgängergruppe Weissglut sei inzwischen nicht mehr viel verblieben, nun „rocken die Mainzer mit Kölner Unterstützung sehr ordentlich durch den Alternative“. Gelobt wurde „Toms einzigartiger Gesang“, die von ihm verfassten Texte seien nun auch „weniger kryptisch als früher“ gestaltet. Als die beiden Höhepunkte des Albums wurden Keine Zeit für Wunder und Lass es gehen angesehen. Unter dem Strich stelle Hier und Jetzt ein Album dar, „das endlich mal den Begriff Deutschrock verdient hat.“
Auf der Seite burnyourears.de vergab der Rezensent Chris 6 von 10 Punkten für das Album. Die Nähe zu Weissglut sei immer noch erkennbar, auch wenn man nun „wesentlich mehr nach härterem Alternative Rock als nach düsterem Industrial-Gothic“ klingt. „Wieder ist eine Menge Atmosphäre angesagt, mit dicken modernen Riffs, nachdenklich-kritischen deutschen Texten und einem melancholischen Grundton.“ Abzüge gab es allerdings dadurch, dass nicht jeder Text aufgehe, zudem an manchen Stellen zu viel Pathos an den Tag gelegt werde. Demgegenüber stehe dann aber ein hoher Wiedererkennungswert, der vor allem durch den prägnanten Gesang geschaffen wird, die Gruppe sei damit wie schon ihr Vorgänger Weissglut schwer zu kategorisieren.